# 베스티 세고드냐
베스티 세고드냐(러시아어: Вести сегодня)는 라트비아의 사회정치적인 러시아어일간신문이다. 1999년 7월부터 발행되고 있다. 한 때 대중적인 신문인 «소비에트 젊은이(Советская Молодежь)»를 전통으로 계속하고 있다. 편집장은 알렉산드르 블리노프(Александр Блинов)이다. 발행인은 발행원 FENSTER이다.